# Under ditt parasoll
Under ditt parasoll är en svensk dramafilm som hade biopremiär i Sverige den 13 januari 1968, i regi av Ragnar Frisk.

## Handling
Musikfilm med dansbandet Sven-Ingvars.
Filmen utspelas under början av 1900-talet i Sverige och USA. Sven-Ingvars är kringflackande musikanter från Värmland som får i uppdrag att rädda den vackra dottern till en viss "Greve Äppelpaj" som blivit kidnappad. Glada i hågen och med sina instrument i högsta hugg far Sven-Ingvars till USA och den "farliga" staden "Desperado City" där de träffar på både indianer och banditer och de hinner även med ett rejält barslagsmål och guldgräveri.

## Inspelning
Samtliga scener som i filmen utspelas i USA spelades in i Ljubljana i Jugoslavien. Detta innebar stora kostnader för ett stort antal statister och byggnader som konstruerades för filmen. Bland annat transporterades björkar till inspelningen från Sverige.

## Kritik
Filmen sågades nästan mangrant av recensenterna och blev en flopp.

## Rollista
- Sven-Erik Magnusson – sig själv
- Britta Pettersson – Louise, stiftsjungfru
- Sven Svärd – sig själv
- Sven-Olof Petersson – sig själv
- Rune Bergman – sig själv
- Ingvar Karlsson – sig själv
- Carl-Axel Elfving – greven af Äppelpaj och sheriff i Desperado City
- Britta Holmberg – grevinnan af Äppelpaj
- Ragnar Wetter – Hårding
- Gerhard Mohlin – Speting
- Per-Arne Knobelauch – Per-Arne, manager
- Ingvar Hellberg – Ingvar Hellberg, kompositör
- Lars Lennartsson – Jean, betjänt
- Georg Adelly – maratonlöpare
- Bellan Roos – hyrestant
- Evert Granholm – konferencier
- Curry Melin – meteorolog
- Gösta Jonsson – källarmästare
- Stellan Skantz – hovmästare
- Sigvard Carlmark – brevbärare
- Kent Finell – intervjuare från Radiotjänst
- Inga Ålenius – Kristina från Vilhelmina

## Musik i filmen
- Ack, Värmeland du sköna (Värmlandssången), text Anders Fryxell
- An der schönen blauen Donau, op. 314, kompositör Johann Strauss d.y.
- Brandvisa, kompositör och text Ingvar Hellberg
- Desperado City, kompositör Sven-Olof Petersson
- Då kom en liten tår, kompositör och text Rune Wallebom
- Grattis lilla mamma, kompositör Rune Wallebom
- Hälsa dem därhemma, kompositör Ludvig Brandstrup, text Elith Worsing
- Introduktion, kompositör Sven-Olof Petersson
- Kristina från Vilhelmina, kompositör och text Rune Wallebom
- Minns du björken, kompositör Sven-Erik Magnusson, text Sven-Erik Magnusson och Gun Pettersson
- Munspelsvals, kompositör Sven-Olof Petersson
- Passar för varann, kompositör Rune Wallebom
- Prästkragen
- Rigoletto, kompositör Giuseppe Verdi
- Te' dans mä Karlstatösera, kompositör Erik Uppström, text Rune Lindström
- Telefonannonsen, text Kerstin Lindén
- Under ditt parasoll, kompositör och text Ingvar Hellberg
- Vid din sida, kompositör och text Ingvar Hellberg
- Önskebrunnen, kompositör och text Rune Wallebom